# 长洲镇 (梧州市)
长洲镇，是中华人民共和国广西壮族自治区梧州市长洲区下辖的一个乡镇级行政单位。

## 行政区划
长洲镇下辖以下地区：
泗洲村、正阳村、寺冲村、长地村、竹湾村、龙华村和龙平村。